# Lista de ilhas por ponto mais alto
Esta é uma lista de ilhas ordenadas pelo seu ponto mais alto. Inclui todas as ilhas com picos acima dos 2 000 m de altitude. As massas continentais são incluídas para comparação.
Os países e territórios listados são os que contêm o ponto mais alto. Outros países e territórios nas mesmas ilhas são listados em separado.

## Massas continentais
| Ordem | Massa continental | Ponto mais alto  | Altitude (metros) | País ou países com o ponto mais alto |
| ----- | ----------------- | ---------------- | ----------------- | ------------------------------------ |
| 1     | Eurafrásia        | Monte Everest    | 8 848             | Nepal, China                         |
| 2     | Américas          | Aconcágua        | 6 962             | Argentina                            |
| 3     | Antártida         | Maciço Vinson    | 4 892             | Nenhum                               |
| 4     | Austrália         | Monte Kosciuszko | 2 228             | Austrália                            |

## Cumes mais altos de ilhas acima de2 000m
| Ordem | Ilha                   | Ponto mais alto        | Altitude (metros) | Países ou territórios                                                                                       | Outros países ou territórios na ilha |
| ----- | ---------------------- | ---------------------- | ----------------- | --- | ------------------------------------ |
| 1     | Nova Guiné             | Pirâmide Carstensz     | 4 884             | Indonésia                                                                                                   | Papua-Nova Guiné                     |
| 2     | Havaí                  | Mauna Kea              | 4 205             | Estados Unidos                                                                                              |                                      |
| 3     | Bornéu                 | Monte Kinabalu         | 4 095             | Malásia | Brunei · Indonésia                   |
| 4     | Taiwan                 | Yu Shan                | 3 952             | República da China (Taiwan)                                                                                 |                                      |
| 5     | Sumatra                | Kerintji               | 3 805             | Indonésia                                                                                                   |                                      |
| 6     | Ross                   | Monte Érebo            | 3 794             | Nenhum, reivindicada pela Nova Zelândia                                                                     |                                      |
| 7     | Honshu                 | Monte Fuji             | 3 776             | Japão |                                      |
| 8     | Lomboque               | Rinjani                | 3 726             | Indonésia                                                                                                   |                                      |
| 9     | Ilha Sul               | Monte Cook/Aoraki      | 3 724             | Nova Zelândia                                                                                               |                                      |
| 10    | Tenerife               | Teide                  | 3 718             | Espanha | [ 3 ]                                |
| 11    | Gronelândia            | Gunnbjørn              | 3 694             | Gronelândia                                                                                                 |                                      |
| 12    | Java                   | Monte Semeru           | 3 676             | Indonésia                                                                                                   |                                      |
| 13    | Celebes                | Monte Rantemario       | 3 478             | Indonésia                                                                                                   |                                      |
| 14    | Sicília                | Etna                   | 3 326             | Itália |                                      |
| 15    | Ilha Siple             | Monte Siple            | 3 110             | Nenhum (Antártida)                                                                                          |                                      |
| 16    | São Domingos           | Pico Duarte            | 3 098             | República Dominicana                                                                                        | Haiti                                |
| 17    | Reunião                | Piton des Neiges       | 3 070             | Reunião, departamento ultramarino da França                                                                 |                                      |
| 18    | Maui                   | Haleakalā              | 3 055             | Estados Unidos                                                                                              |                                      |
| 19    | Bali                   | Monte Agung            | 3 031             | Indonésia                                                                                                   |                                      |
| 20    | Ceram                  | Monte Binaiya          | 3 027             | Indonésia                                                                                                   |                                      |
| 21    | Bioco                  | Pico Basilé            | 3 011             | Guiné Equatorial                                                                                            |                                      |
| 22    | Ilha Alexandre I       | Monte Stephenson       | 2 987             | Nenhum (Antártida)                                                                                          |                                      |
| 23    | Timor                  | Monte Ramelau          | 2 963             | Timor-Leste                                                                                                 | Indonésia                            |
| 24    | Mindanau               | Monte Apo              | 2 954             | Filipinas                                                                                                   |                                      |
| 25    | Geórgia do Sul         | Monte Paget            | 2 934             | Ilhas Geórgia do Sul e Sandwich do Sul, território ultramarino do Reino Unido (reivindicado pela Argentina) |                                      |
| 26    | Lução                  | Monte Pulag            | 2 922             | Filipinas                                                                                                   |                                      |
| 27    | Madagáscar             | Maromokotro            | 2 876             | Madagáscar                                                                                                  |                                      |
| 28    | Unimak, Alasca         | Monte Shishaldin       | 2 869             | Estados Unidos                                                                                              |                                      |
| 29    | Fogo                   | Pico do Fogo           | 2 829             | Cabo Verde                                                                                                  |                                      |
| 30    | Ilha Norte             | Monte Ruapehu          | 2 797             | Nova Zelândia                                                                                               |                                      |
| 31    | Anvers                 | Monte Français         | 2 760             | Nenhum (Antártida)                                                                                          |                                      |
| 32    | Heard                  | Pico Mawson            | 2 745             | Austrália                                                                                                   |                                      |
| 33    | Sumbava                | Monte Tambora          | 2 722             | Indonésia                                                                                                   |                                      |
| 34    | Bougainville           | Monte Balbi            | 2 715             | Papua-Nova Guiné                                                                                            |                                      |
| 35    | Córsega                | Monte Cinto            | 2 706             | França |                                      |
| 36    | Buru                   | Monte Kapalatmada      | 2 700             | Indonésia                                                                                                   |                                      |
| 37    | Ellesmere              | Pico Barbeau           | 2 616             | Canadá |                                      |
| 38    | Mindoro                | Monte Halcon           | 2 582             | Filipinas                                                                                                   |                                      |
| 39    | Terra do Fogo          | Monte Shipton          | c. 2580 m         | Chile | Argentina                            |
| 40    | Goodenough             | Monte Vineuo           | 2 536             | Papua-Nova Guiné                                                                                            |                                      |
| 41    | Sri Lanka              | Pidurutalagala         | 2 524             | Sri Lanka                                                                                                   | [ 4 ]                                |
| 42    | Brabant                | Monte Parry            | 2 520             | Nenhum (Antártida)                                                                                          |                                      |
| 43    | Creta                  | Monte Ida              | 2 456             | Grécia |                                      |
| 44    | Negros                 | Kanlaon                | 2 435             | Filipinas                                                                                                   |                                      |
| 45    | La Palma               | Roque de los Muchachos | 2 423             | Espanha |                                      |
| 46    | Flores                 | Poco Mandasawu         | 2 370             | Indonésia                                                                                                   |                                      |
| 47    | Grande Comore          | Karthala               | 2 361             | Comores |                                      |
| 48    | Pico, Açores           | Montanha do Pico       | 2 351             | Portugal |                                      |
| 49    | Atlasov, Ilhas Curilas | Vulcão Alaid           | 2 339             | Rússia |                                      |
| 50    | Nova Bretanha          | Monte Ulawun           | 2 334             | Papua-Nova Guiné                                                                                            |                                      |
| 51    | Guadalcanal            | Monte Popomanaseu      | 2 332             | Ilhas Salomão                                                                                               |                                      |
| 52    | Adelaide               | Monte Gaudry           | 2 315             | Nenhum |                                      |
| 53    | Clarence               | Monte Irving           | 2 300             | Nenhum |                                      |
| 54    | Hokkaido               | Monte Asahi            | 2 290             | Japão |                                      |
| 55    | Jan Mayen              | Beerenberg             | 2 277             | Noruega |                                      |
| 56    | Jamaica                | Pico Blue Mountain     | 2 256             | Jamaica |                                      |
| 57    | Taiti                  | Monte Orohena          | 2 241             | Polinésia Francesa, território dependente da França                                                         |                                      |
| 58    | Axel Heiberg           | Pico Outlook           | 2 210             | Canadá |                                      |
| 59    | Terra de Milne         | Pico St. Thomas Lund   | 2 200 +           | Gronelândia                                                                                                 |                                      |
| 60    | Vancouver              | Golden Hinde           | 2 195             | Canadá |                                      |
| 61    | Nova Irlanda           | Lambel                 | 2 150             | Papua-Nova Guiné                                                                                            |                                      |
| 62    | Baffin                 | Monte Odin             | 2 147             | Canadá |                                      |
| 63    | Panay                  | Monte Madia-as         | 2 117             | Filipinas                                                                                                   |                                      |
| 64    | Bachão                 | Buku Sibela            | 2 111             | Indonésia                                                                                                   |                                      |
| 65    | Islândia               | Hvannadalshnúkur       | 2 110             | Islândia |                                      |
| 66    | Upernivik              | Palup Qaqa             | 2 105             | Gronelândia                                                                                                 |                                      |
| 67    | Smith                  | Monte Foster           | 2 105             | Nenhum |                                      |
| 68    | Umnak                  | Monte Vsevidof         | 2 103             | Estados Unidos                                                                                              |                                      |
| 69    | Palauã                 | Monte Mantalingahan    | 2 085             | Filipinas                                                                                                   |                                      |
| 70    | Fergusson              | Othona Peak            | 2 073             | Papua-Nova Guiné                                                                                            |                                      |
| 71    | Tristão da Cunha       | Queen Mary's Peak      | 2 062             | Tristão da Cunha, parte de Santa Helena, Ascensão e Tristão da Cunha, território ultramarino do Reino Unido |                                      |
| 72    | Theresa                | Ilha Theresa           | 2 059             | Canadá | [ necessário esclarecer ]            |
| 73    | Sibuyan                | Monte Guiting-Guiting  | 2 057             | Filipinas                                                                                                   |                                      |
| 74    | Unalaska               | Monte Makushin         | 2 036             | Estados Unidos                                                                                              |                                      |
| 75    | São Tomé               | Pico de São Tomé       | 2 024             | São Tomé e Príncipe                                                                                         |                                      |

## Outras montanhas notáveis
Várias das ilhas na lista seguinte foram escolhidas por serem a ilha principal ou terem o pico principal de estados insulares, mas incluem-se muitas outras.
| Ilha                   | Ponto mais alto                      | Altitude (metros) | País ou território com o ponto mais alto                                                                       | Outros países ou territórios na ilha                       |
| ---------------------- | ------------------------------------ | ----------------- | --- | ---------------------------------------------------------- |
| Ilha Coulman           | Hawkes Heights                       | 1 998             | Nenhum (Antártida), reivindicado pela Nova Zelândia                                                            |                                                            |
| Shikoku                | Monte Ishizuchi                      | 1 982             | Japão |                                                            |
| Cuba                   | Pico Turquino                        | 1 974             | Cuba |                                                            |
| Chipre                 | Monte Olimpo                         | 1 952             | Chipre | Acrotíri e Deceleia, bases aéreas soberanas do Reino Unido |
| Jeju                   | Monte Halla                          | 1 950             | Coreia do Sul                                                                                                  |                                                            |
| Grã Canária            | Pico de Las Nieves                   | 1 949             | Espanha |                                                            |
| Yakushima              | Monte Miyanoura                      | 1 935             | Japão |                                                            |
| Espirito Santo         | Monte Tabwemasana                    | 1 877             | Vanuatu |                                                            |
| Madeira                | Pico Ruivo                           | 1 862             | Portugal |                                                            |
| Savai'i                | Mauga Silisili                       | 1 858             | Samoa |                                                            |
| Kerguelen              | Monte Ross                           | 1 850             | Terras Austrais e Antárticas Francesas, território ultramarino da França                                       |                                                            |
| Ainão                  | Wuzhi                                | 1 840             | China |                                                            |
| Sardenha               | Punta La Marmora                     | 1 834             | Sardenha, Itália                                                                                               |                                                            |
| Kyūshū                 | Monte Nakadake (Monte Kujū)          | 1 791             | Japão |                                                            |
| Pedro I                | Pico Lars Christensen                | 1 755             | Nenhum (Antártida), reivindicada pela Noruega                                                                  |                                                            |
| Spitsbergen            | Newtontoppen                         | 1 713             | Svalbard, território dependente da Noruega                                                                     |                                                            |
| Isabela                | Vulcão Wolf                          | 1 707             | Equador (Galápagos)                                                                                            |                                                            |
| Sturge (Ilhas Balleny) | Brown Peak                           | 1 705             | Nenhum (Antártida), reivindicada pela Nova Zelândia                                                            |                                                            |
| Nova Caledónia         | Monte Panié                          | 1 628             | Nova Caledónia, território ultramarino da França                                                               |                                                            |
| Tasmânia               | Monte Ossa                           | 1 617             | Austrália |                                                            |
| Ometepe                | Concepción                           | 1 580             | Nicarágua |                                                            |
| Socotorá               | ponto sem nome nas montanhas Haghier | 1 503             | Iêmen |                                                            |
| Basse-Terre            | La Grande Soufrière                  | 1 467             | Guadalupe, departamento ultramarino da França                                                                  |                                                            |
| Dominica               | Morne Diablotins                     | 1 447             | Dominica |                                                            |
| Maiorca                | Puig Major                           | 1 445             | Espanha |                                                            |
| Samos                  | Kerkis                               | 1 443             | Grécia |                                                            |
| São Sebastião          | Pico de São Sebastião                | 1 378             | Brasil |                                                            |
| Martinica              | Montagne Pelée                       | 1 397             | Martinique, departamento ultramarino da França                                                                 |                                                            |
| Grã-Bretanha           | Ben Nevis                            | 1 344             | Reino Unido (Escócia)                                                                                          |                                                            |
| Porto Rico             | Cerro de Punta                       | 1 338             | Porto Rico, território organizado não incorporado dos Estados Unidos                                           |                                                            |
| Viti Levu              | Monte Tomanivi                       | 1 324             | Fiji |                                                            |
| São Vicente            | La Soufrière                         | 1 324             | São Vicente e Granadinas                                                                                       |                                                            |
| Angel de la Guarda     | ponto sem nome                       | 1 305             | México |                                                            |
| Andørja                | Langlitinden                         | 1 277             | Noruega |                                                            |
| Marion                 | Pico Mascarin                        | 1 230             | África do Sul                                                                                                  |                                                            |
| Uummannaq              | Uummannaq                            | 1 170             | Gronelândia |                                                            |
| São Cristóvão          | Monte Liamuiga                       | 1 156             | São Cristóvão e Neves                                                                                          |                                                            |
| Irlanda                | Carrauntoohil                        | 1 038             | Irlanda | Reino Unido (Irlanda do Norte)                             |
| Kao                    | Kao                                  | 1 033             | Tonga |                                                            |
| Ilha Grande            | Pico da Pedra D'Água                 | 1 031             | Brasil |                                                            |
| Skye                   | Sgurr Alasdair                       | 992               | Reino Unido (Escócia)                                                                                          |                                                            |
| Stewart                | Monte Anglem                         | 979               | Nova Zelândia                                                                                                  |                                                            |
| Neves                  | Pico Neves                           | 985               | Nevis, ilha autónoma de São Cristóvão e Neves                                                                  |                                                            |
| Mull                   | Ben More (Mull)                      | 966               | Reino Unido (Escócia)                                                                                          |                                                            |
| Agrihan                | sem nome                             | 965               | Marianas Setentrionais, em união política com os Estados Unidos                                                |                                                            |
| Ta'u                   | Montanha Lata                        | 964               | Samoa Americana, território não incorporado dos Estados Unidos                                                 |                                                            |
| Margarita              | Cerro el Copey                       | 957               | Venezuela |                                                            |
| Santa Lúcia            | Monte Gimie                          | 950               | Santa Lúcia |                                                            |
| Trindade               | El Cerro del Aripo                   | 940               | Trinidad e Tobago                                                                                              |                                                            |
| Lantau                 | Pico Lantau                          | 934               | Hong Kong, região administrativa especial da China                                                             |                                                            |
| Monserrate             | Chances Peak                         | 914               | Monserrate, território ultramarino do Reino Unido                                                              |                                                            |
| Mahé                   | Mome Seychellois                     | 905               | Seicheles |                                                            |
| Eysturoy               | Slættaratindur                       | 882               | Faroe Islands, região autónoma da Dinamarca                                                                    |                                                            |
| Saba                   | Monte Scenery                        | 877               | Saba, ilha das ex- Antilhas Holandesas                                                                         |                                                            |
| Arran                  | Goat Fell                            | 874               | Reino Unido (Escócia)                                                                                          |                                                            |
| Ascensão               | Green Mountain                       | 859               | Ilha da Ascensão, parte de Santa Helena, Ascensão e Tristão da Cunha, território ultramarino do Reino Unido    |                                                            |
| Zadetkyi Kyun          | ponto sem nome                       | 852               | Myanmar |                                                            |
| Granada                | Monte Saint Catherine                | 840               | Granada |                                                            |
| Maurícia               | Piton de la Petite Rivière Noire     | 828               | Ilhas Maurícias                                                                                                |                                                            |
| Santa Helena           | Diana's Peak                         | 818               | Santa Helena (ilha), parte de Santa Helena, Ascensão e Tristão da Cunha, território ultramarino do Reino Unido |                                                            |
| Terra Nova             | The Cabox, Lewis Hills               | 814               | Canadá (Terra Nova e Labrador)                                                                                 |                                                            |
| Rùm                    | Askival                              | 812               | Reino Unido (Escócia)                                                                                          |                                                            |
| Lewis e Harris         | Clisham                              | 799               | Reino Unido (Escócia)                                                                                          |                                                            |
| Pohnpei                | Totolom                              | 791               | Estados Federados da Micronésia                                                                                |                                                            |
| Jura                   | Beinn an Òir                         | 785               | Reino Unido (Escócia)                                                                                          |                                                            |
| Bouvet                 | Olavtoppen                           | 780               | Noruega |                                                            |
| Brač                   | Sveti Vid                            | 778               | Croácia |                                                            |
| Ko Chang               | Khao Salak Phet                      | 743               | Tailândia |                                                            |
| Andamão do Norte       | Saddle Peak                          | 738               | Índia |                                                            |
| Penang                 | Penang Hill                          | 735 m             | Malásia |                                                            |
| Ilha dos Estados       | Montes Bove                          | 823               | Argentina |                                                            |
| Malvina Oriental       | Monte Usborne                        | 705               | Ilhas Malvinas, território ultramarino do Reino Unido (reivindicado pela Argentina)                            |                                                            |
| Malvina Ocidental      | Monte Adam                           | 700               | Ilhas Malvinas, território ultramarino do Reino Unido (reivindicado pela Argentina)                            |                                                            |
| Mármara                | İlyas Tepe (Radar Tepe)              | 699               | Turquia |                                                            |
| Cocos                  | Cerro Iglesias                       | 671               | Costa Rica |                                                            |
| Mayotte                | Benara                               | 660               | Mayotte, coletividade ultramarina da França                                                                    |                                                            |
| Rarotonga              | Te Manga                             | 652               | Ilhas Cook, em livre associação com a Nova Zelândia                                                            |                                                            |
| Trindade               | Pico Desejado                        | 640               | Brasil |                                                            |
| Ko Samui               | Khao Pom                             | 635               | Tailândia |                                                            |
| Ilha de Man            | Snaefell                             | 621               | Ilha de Man, dependência da coroa britânica                                                                    |                                                            |
| Santo Eustáquio        | The Quill                            | 602               | Santo Eustáquio, ilha das ex- Antilhas Holandesas                                                              |                                                            |
| Lord Howe              | Pirâmide de Ball                     | 562               | Australia |                                                            |
| Hong Kong              | Pico Victoria                        | 552               | Hong Kong, região administrativa especial da China                                                             |                                                            |
| Sinmi-do               | Unjongsan                            | 532               | Coreia do Norte                                                                                                |                                                            |
| Phuket                 | Khao Mai Thao Sip Song               | 529               | Tailândia |                                                            |
| Tiran                  | ponto sem nome                       | 525               | Arábia Saudita                                                                                                 |                                                            |
| Futuna                 | Monte Puke                           | 524               | Wallis and Futuna, território ultramarino da França                                                            |                                                            |
| Tortola                | Monte Sage                           | 521               | Ilhas Virgens Britânicas, território ultramarino do Reino Unido                                                |                                                            |
| Conchagüita            | Volcan Conchagüita                   | 505               | El Salvador |                                                            |
| Islay                  | Beinn Bheigier                       | 491               | Reino Unido (Escócia)                                                                                          |                                                            |
| São Tomás              | Crown Mountain                       | 474               | Ilhas Virgens Americanas, território organizado não incorporado nos Estados Unidos                             |                                                            |
| Hirta (Saint Kilda)    | Conachair                            | 430               | Reino Unido (Escócia)                                                                                          |                                                            |
| São Martinho           | Pic Paradis                          | 424               | São Martinho, coletividade ultramarina da França                                                               | São Martinho, ilha das ex- Antilhas Holandesas             |
| Coiba                  | Cerro La Torre                       | 416               | Panamá |                                                            |
| Guam                   | Lamlam                               | 406               | Guam, território organizado não incorporado nos Estados Unidos                                                 |                                                            |
| Antígua                | Monte Obama                          | 402               | Antígua e Barbuda                                                                                              |                                                            |
| Qeshm                  | ponto sem nome                       | 397               | Irão |                                                            |
| Eigg                   | An Sgurr                             | 393               | Reino Unido (Escócia)                                                                                          |                                                            |
| Curaçau                | Monte Christoffel                    | 372               | Curaçau, ilha das ex- Antilhas Holandesas                                                                      |                                                            |
| Guanaja                | ponto sem nome                       | 365               | Honduras |                                                            |
| Ilha Christmas         | Murray Hill                          | 361               | Ilha do Natal, território da Austrália                                                                         |                                                            |
| Phu Quoc               | ponto sem nome                       | 360               | Vietname |                                                            |
| Pitcairn               | Pawala Valley Ridge                  | 347               | Pitcairn, território ultramarino do Reino Unido                                                                |                                                            |
| Sazan                  | ponto sem nome                       | 342               | Albânia |                                                            |
| Ailsa Craig            | Island Summit                        | 338               | Reino Unido (Escócia)                                                                                          |                                                            |
| Barbados               | Monte Hillaby                        | 336               | Barbados |                                                            |
| Providência            | El Pico                              | 320               | Colômbia |                                                            |
| Norfolque              | Monte Bates                          | 319               | Ilha Norfolk, território de Austrália                                                                          |                                                            |
| Terre-de-Haut          | Morne du Chameau                     | 306               | Guadalupe, departamento ultramarino da França                                                                  |                                                            |
| Shadwan                | ponto sem nome                       | 301               | Egito |                                                            |
| Terre-de-Bas           | Morne Abymes                         | 293               | Guadalupe, departamento ultramarino da França                                                                  |                                                            |
| São Bartolomeu         | Morne du Vitet                       | 286               | São Bartolomeu, coletividade ultramarina da França                                                             |                                                            |
| La Désirade            | Grand-Montagne                       | 276               | Guadalupe, departamento ultramarino da França                                                                  |                                                            |
| Maceira                | Jabal Madrube                        | 275               | Omã |                                                            |
| Malta                  | Ta' Dmejrek                          | 253               | Malta |                                                            |
| Babeldaob              | Monte Ngerchelchauus                 | 242               | Palau |                                                            |
| Ilha de Wight          | St Boniface Down                     | 241               | Reino Unido |                                                            |
| Miquelão               | Morne de la Grande Montagne          | 240               | São Pedro e Miquelão, coletividade ultramarina da França                                                       |                                                            |
| Bonaire                | Brandaris Hill                       | 239               | Bonaire, ilha das ex- Antilhas Holandesas                                                                      |                                                            |
| Mjältön                | Mjältötoppen                         | 236               | Suécia |                                                            |
| Ilha de Montreal       | Monte Royal                          | 233               | Canadá |                                                            |
| Maria Galante          | Morne Constant                       | 204               | Guadalupe, departamento ultramarino da França                                                                  |                                                            |
| Stac An Armin          | ponto sem nome                       | 196               | Reino Unido (Escócia)                                                                                          |                                                            |
| Zanzibar               | ponto sem nome na cadeia Koani       | 195               | Tanzânia |                                                            |
| Aruba                  | Monte Jamanota                       | 188               | Aruba |                                                            |
| Coloane                | Coloane Alto                         | 172               | Macau, região administrativa especial da China                                                                 |                                                            |
| Singapura              | Bukit Timah                          | 166               | Singapura |                                                            |
| Bornholm               | Rytterknægten                        | 162               | Dinamarca |                                                            |
| Rügen                  | Piekberg                             | 161               | Alemanha |                                                            |
| Jersey                 | Les Platons                          | 143               | Jersey, dependência da coroa britânica                                                                         |                                                            |
| Grande-Terre           | Morne l'Escale                       | 136               | Guadalupe, departamento ultramarino da França                                                                  |                                                            |
| Åland                  | Orrdalsklint                         | 128               | Ilhas Åland, região autónoma da Finlândia                                                                      |                                                            |
| Barém                  | Jabal ad Dukhan                      | 122               | Bahrein |                                                            |
| Ilha Sveti Nikola      | ponto sem nome                       | 121               | Montenegro |                                                            |
| Sherbro                | ponto sem nome                       | 120               | Serra Leoa |                                                            |
| Whalsay                | Ward of Clett                        | 119               | Reino Unido (Escócia)                                                                                          |                                                            |
| Wolin                  | Monte Grzywacz                       | 115               | Polónia |                                                            |
| Sark                   | Le Moulin                            | 114               | Sark, parte de Guernsey, dependência da coroa britânica                                                        |                                                            |
| Guernsey               | Hautnez                              | 110               | Guernsey, dependência da coroa britânica                                                                       |                                                            |
| Herm                   | ponto sem nome                       | 106               | Herm, parte de Guernsey, dependência da coroa britânica                                                        |                                                            |
| Alderney               | Le Rond But                          | 93                | Alderney, parte de Guernsey, dependência da coroa britânica                                                    |                                                            |
| Banaba                 | ponto sem nome                       | 81                | Kiribati |                                                            |
| Bermudas               | Town Hill                            | 79                | Bermudas, território ultramarino do Reino Unido                                                                |                                                            |
| Nauru                  | Command Ridge                        | 71                | Nauru |                                                            |
| Niue                   | local sem nome perto de Mutalau      | 68                | Niue, em livre associação com a Nova Zelândia                                                                  |                                                            |
| Hiiumaa                | Tornimägi                            | 68                | Estónia |                                                            |
| Île Royale             | ponto sem nome                       | 66                | Guiana Francesa, departamento ultramarino da França                                                            |                                                            |
| Anguila                | Crocus Hill                          | 65                | Anguila, território ultramarino do Reino Unido                                                                 |                                                            |
| Cat                    | Monte Alvernia                       | 63                | Bahamas |                                                            |
| Astola                 | ponto sem nome                       | 60                | Paquistão |                                                            |
| Haloul                 | ponto sem nome                       | 57                | Catar |                                                            |
| Jerba                  | Guellala                             | 52                | Tunísia |                                                            |
| Grande Turca           | Blue Bottle                          | 49                | Turcas e Caicos, território ultramarino do Reino Unido                                                         |                                                            |
| Grande Caimão          | The Bluff                            | 43                | Ilhas Caimã, território ultramarino do Reino Unido                                                             |                                                            |
| Vlieland               | Vuurboetsduin                        | 36                | Países Baixos                                                                                                  |                                                            |
| Terschelling           | Kaapsduin                            | 31                | Países Baixos                                                                                                  |                                                            |
| Texel                  | Loodsmanduin                         | 26                | Países Baixos                                                                                                  |                                                            |
| Ameland                | Oerdblinkerd                         | 24                | Países Baixos                                                                                                  |                                                            |
| Vlieland               | ponto sem nome                       | 20                | Países Baixos                                                                                                  |                                                            |
| Diego Garcia           | ponto sem nome                       | 15                | Território Britânico do Oceano Índico, território ultramarino do Reino Unido                                   |                                                            |
| Tidra                  | ponto sem nome                       | 15                | Mauritânia |                                                            |
| Arwad                  | ponto sem nome                       | 14                | Síria |                                                            |
| Abu al Abyad           | ponto sem nome                       | 12                | Emirados Árabes Unidos                                                                                         |                                                            |
| Likiep                 | ponto sem nome                       | 10                | Ilhas Marshall                                                                                                 |                                                            |
| Mukawwar               | ponto sem nome                       | 10                | Sudão |                                                            |
| Dzharylgach            | ponto sem nome                       | 6                 | Ucrânia |                                                            |
| Palmier                | ponto sem nome                       | 6                 | Líbano |                                                            |
| Dahlak Kebir           | ponto sem nome                       | 5                 | Eritreia |                                                            |
| Ilha West, Cocos       | ponto sem nome                       | 5                 | Ilhas Cocos (Keeling), território da Austrália                                                                 |                                                            |
| Funafuti               | ponto sem nome                       | 5                 | Tuvalu |                                                            |
| Nukunonu               | ponto sem nome                       | 5                 | Toquelau, território da Nova Zelândia                                                                          |                                                            |
| Cayo Ambergris         | Robles Point                         | 4                 | Belize |                                                            |
| Villingili             | Squid Point Peak                     | 2,3               | Maldivas |                                                            |